# Francesco Quaranta
Francesco Quaranta (Milano, 20 ottobre 1967) è un oboista italiano.

## Biografia
Ha studiato al Conservatorio Giuseppe Verdi di Milano sotto la guida di Sergio Crozzoli, diplomandosi con il massimo dei voti e la lode. In seguito ha continuato a perfezionarsi con Hansjörg Schellenberger, Maurice Bourgue, Giorgio Nespoli, Bruno De Rosa, ha studiato un anno alla Hochschule für Musik und Theater München con Günter Passin e due anni alla Musik-Akademie der Stadt a Basilea con Omar Zoboli.
Come solista ha cominciato nel 1986 esordendo con il concerto per oboe di R. Strauss con l'Orchestra Sinfonica della RAI di Milano diretta da Daniele Gatti, e nell'estate del 1989, in seguito ad audizione, è stato chiamato in Germania dalla Schleswig Holstein Jugend Orchester per suonare il Primo e il Secondo Concerto Brandeburghese di J.S.Bach sotto la direzione di Leonard Bernstein.
L'attività di oboe principale d'orchestra lo vede già primo oboe stabile dell'Orchestra dell'Angelicum di Milano dal 1990 fino alla chiusura dell'Ente avvenuta nel 1997 a causa di un incendio; durante questo periodo partecipa al Festival RomaEuropa (nel 1995) con "Il Pungolo di un amore" per oboe ed archi di Azio Corghi.
Ha suonato con tutte le orchestre più importanti in Italia ed ha vinto 12 concorsi di esecuzione nazionali ed internazionali, la sua attività è stata recensita dai più importanti quotidiani nazionali ed esteri. Ha al suo attivo numerose tournée in Italia ed Europea nonché in Corea e Giappone eseguendo gran parte del repertorio oboistico, con incisioni discografiche ed anche prime esecuzioni di autori tra cui Azio Corghi, L. De Pablo, R. Hazon, N. Castiglioni, L. Mosca, J. Baboni-Schilingi e Andrea Vigani. Nel Settembre 2000 è stato invitato per una tournée nel Nord Europa ed in Italia con la Kremerata Baltica di Gidon Kremer e nel Gennaio 2002 è stato invitato dai Berliner Philharmoniker per il concorso di primo oboe solista insieme ad altri otto tra i migliori oboisti al mondo. Nel 2005 ha debuttato al Lincoln Center di New York, a Vienna nella Konzerthaus ed a Berlino nella Sala di musica da camera dei Berliner Philharmoniker.
Dal 2006 al 2008 è stato Presidente dell'Orchestra Cantelli di Milano e dal 2008 è oboe principale dell'orchestra de I Pomeriggi Musicali di Milano; da menzionare anche la collaborazione con Roberto Cacciapaglia per i tre CD per la Universal Classic, in cui suona come oboe solo con la Royal Philharmonic Orchestra. Nel Settembre 2016 ha vinto il concorso per Principal oboe della Cyprus Symphony Orchestra.
Ha registrato ed è stato trasmesso sulle principali emittenti italiane: Raiuno, Raidue, Raitre, Canale 5, Retequattro, Rairadiotre, Filodiffusione e internazionali: ORF di Wien, WNYC New York Public Radio.

## Orchestre
Collabora ed ha collaborato come oboista, tra le altre, nelle seguenti orchestre:

### Orchestre italiane
- Orchestra Sinfonica della RAI di Milano
- Orchestra Cantelli di Milano
- Gli Archi della Scala di Milano
- "Stradivari" di Milano
- I Pomeriggi Musicali di Milano
- Orchestra dell'Angelicum di Milano
- Teatro alla Scala di Milano
- Orchestra Sinfonica Nazionale della RAI di Torino
- Orchestra del Teatro Carlo Felice di Genova
- Orchestra dell'Arena di Verona
- Orchestra del Teatro La Fenice di Venezia
- I Solisti Veneti
- Orchestra Arturo Toscanini di Parma
- Orchestra dell'Accademia Nazionale di Santa Cecilia a Roma
- Orchestra Filarmonica Marchigiana
- I Virtuosi Italiani
- Ensemble Contemporaneo Italiano
- Orchestra Sinfonica d'Italia

### Orchestre straniere
- China Broadcasting Symphony Orchestra di Pechino
- Orchestra della Svizzera italiana
- Sinfonieorchester Engadin
- Cyprus Symphony Orchestra
- Lithuanian Chamber Orchestra
- I Solisti di Mosca diretti da Yuri Bashmet
- Kremerata Baltica di Gidon Kremer
- Berliner Philharmoniker
- Arcata di Stoccarda
- UECO United European Chamber Orchestra
- Konzertensemble Salzburg

## Discografia
- 1994 – Alberto Veronesi - Ursula Schoch - Francesco Quaranta, Romantische Serenaden III, CD, Bayer Records BR 100 168, ed. internazionale
- Concerto per oboe e orchestra di Angelo Francesco Lavagnino con l'Orchestra Classica di Alessandria
- 2003 – Various Artists, Romantic Oboe Concertos: Mozart, Albinoni, Handel, CD (doppio), Brilliant 99525, ed. internazionale
- 2007 – Roberto Cacciapaglia, Quarto tempo, CD, Universal Music Group 0 28947 66249 5, ed. internazionale
- 2009 – Roberto Cacciapaglia, Canone degli spazi, CD, Universal Music Group 6 02517 94908 9, ed. internazionale
- 2010 – I Musici Ambrosiani, Giuseppe Sammartini Concertos, CD, Dynamic DM8003, ed. internazionale